# 奄美市立金久中学校
奄美市立金久中学校（あまみしりつ かねくちゅうがっこう）は、鹿児島県奄美市にある公立（市立）中学校。

## 通学区域
名瀬小学校区域，伊津部小学校区域